# Elmwood (Oklahoma)
Pour les articles homonymes, voir Elmwood.
Elmwood est une communauté non constituée en municipalité située à la jonction des routes 270 et route 412 dans le comté de Beaver, en Oklahoma, aux États-Unis. Elle comptait en 2020 1825 habitants.

## Histoire
Le bureau de poste d'Elmwood ouvre le 26 janvier 1888.
En janvier 2024, un gazoduc a explosé sur le territoire d'Elmwood, projetant des flammes à 150 m dans le ciel.